# Aeroportul Grand Rapids – Itasca County
Aeroportul Grand Rapids – Itasca County (IATA: GPZ, ICAO: KGPZ, FAA LID: GPZ) este un aeroport din Comitatul Itasca, Minnesota, Minnesota, Statele Unite ale Americii. Aeroportul a fost tranzitat în 2019 de 10 pasageri.
Situat la o altitudine de 413 m, aeroportul dispune de 3 piste.

## Infrastructură

### Piste
Aeroportul dispune de 3 piste: 
- pista 05/23 din asfalt, cu dimensiunile 3.000 picioare × 60 picioare
- pista 10/28 din Iarbă, cu dimensiunile 1.334 picioare × 150 picioare
- pista 16/34 din asfalt, cu dimensiunile 5.747 picioare × 100 picioare